# Orobanche hederae
Orobanche hederae é uma espécie de planta com flor pertencente à família Orobanchaceae. 
A autoridade científica da espécie é Vaucher ex Duby, tendo sido publicada em Bot. Gall. 350 (1828).

## Portugal
Trata-se de uma espécie presente no território português, nomeadamente em Portugal Continental e no Arquipélago dos Açores.
Em termos de naturalidade é nativa das duas regiões atrás indicadas.

## Protecção
Não se encontra protegida por legislação portuguesa ou da Comunidade Europeia.